# Côtia
Côtia es un cultivar de higuera tipo Higo Común Ficus carica unífera (con una sola cosecha por temporada, los higos-vindimos los higos de verano-otoño), de piel con color de fondo verde claro y con sobre color de bandas regulares verdes. Se cultivan principalmente en Castromarín y en Villanova de Cacela en el Algarve, (Portugal).

## Sinonimias
- „Cótio“ en Vila Nova de Cacela en el Algarve,[5][6][7][8]
- „Côtea“
- „Malaguenho Branco“[9]
- „Malaguenho Bravo“

## Historia
Dentro de la Unión Europea, España es, junto a Grecia y Portugal, el mayor productor de higos.
El cultivo extensivo de las higueras era tradicional en Portugal, especialmente en las regiones del Algarve, Moura, Torres Novas y Mirandela, así como en los archipiélagos de Madeira y de Azores. Se cosechaban los llamados « "figos vindimos" », que tenían como destino el mercado de los higos secos, para el consumo humano o industrial, pero también para la alimentación de los animales,
Era un higueral de baja densidad, entre 100 y 150 higueras por hectárea, con árboles de gran porte, baja productividad y mucha mano de obra. Todo esto, unido a la fuerte competencia de los higos provenientes del norte de África y Turquía, provocó un progresivo abandono de este cultivo.
Hoy día se está recuperando, pero orientada la producción para su consumo en fresco, imponiéndose variedades más productivas adaptadas a las exigencias y gustos del mercado, aumentando las densidades de plantación e incluso aportando la posibilidad de riego. La producción de higos para el mercado de fruta fresca tiene dos épocas distintas de producción. Una en mayo, junio y julio, que es la época de los « "figos lampos" » (brevas); y otra en agosto y septiembre, hasta las primeras lluvias, que es la época de los « "figos vindimos" » (higos).
La variedad 'Côtia' fue descrito por Mello Leotte (1901) y Bobone (1932) con ilustraciones, como una variedad portuguesa, cultivada comercialmente, ampliamente cultivada en Castromarín, en el Algarve donde es la variedad para higo seco más importante.

## Características
La higuera 'Côtia' es una variedad unífera (con una sola cosecha por temporada), del tipo Higo Común. Los higos son de un calibre grande.
Los árboles 'Côtia' tienen porte semi erecto, con una tendencia alta de formación de rebrotes, de vigor fuerte, con conos radicíferos ausentes, las ramas del primer año son de porte erecto con tendencia lineal, las ramas de segundo año son de porte semi erecto y con tendencia lineal, con espesura media en las ramas de primer año, lentículas no evidentes y color de la corteza ceniciento, con yema apical cónica de tamaño medio, de color verde; Sus hojas con el limbo con longitud x anchura:21,8 x19,4 cm, con una relación entre ancho/largo:1,12 grande, pilosidad del haz poca, pilosidad del envés poca,  predominantes son trilobuladas, con sus lóbulos palmeados, con bordes crenados, y la forma de la base cordiforme, peciolocon una longitud media de 8,2 cm, color del peciolo verde claro.
Los frutos 'Côtia' con un peso promedio de 41,1 gramos, presenta una cosecha mediana de higos-vindimos que maduran a inicios de agosto, son de forma oblonga turbinada, su simetría según el eje vertical es simétrico, con pedúnculo corto-grueso, y difícil abscisión del pedúnculo, forma de la sección transversal del pedúnculo circular; costillas salientes; piel lisa elástica con brillo ausente, con grietas longitudinales mínimas; con color de fondo verde claro y con sobre color de bandas regulares verdes, con lenticelas blancas pequeñas, pilosidad del fruto ausente; tamaño del ostiolo medio, abertura ostiolar presente con gota ostiolar ausente, escamas ostiolares pequeñas con contraste de color con el resto de la piel con un color marrón oscuro y un reborde festoneado de blanco; color del ancho receptáculo blanco; pulpa color rosa  oscuro; cavidad interna pequeña, con una cantidad de aquenios media, de tamaño pequeño; cualidades organolépticas medias en fresco, de sabor poco dulce, que mejoran ampliamente como higo seco; textura fina; calidad muy buena cuando se consume como seco-paso; Inicio de la maduración muy precoz; Tienen una manipulación razonable debido a su piel fina pero resistente.

## Cultivo
'Côtia' se trata de una variedad muy adaptada al cultivo de secano, con excelente producción de higos de buen tamaño y características que la hacen potencialmente muy atractiva para comercializar para su consumo en seco. Se cultivan principalmente en Castromarín, en el Algarve (Portugal),